# Matt Lam
Matt Lam (xinès: 林柱機; Edmonton, Canadà, 10 de setembre de 1989) és un futbolista canadenc nacionalitzat de Hong-Kong. Juga com a migcampista i el seu actual equip és el Kitchee SC de la Lliga Premier de Hong Kong.

## Biografia
És de fill de pare hongkonguès i mare canadenca. Va créixer jugant el futbol i el bàsquet, es va iniciar al Juventus Club Edmonton.

## Selecció
Tenia 19 anys quan va fer el seu debut en la selecció juvenil del Canadà el 2008 amb l'entrenador Tony Fonseca.

## Clubs
| Club                        | País          | Any            |
| --------------------------- | ------------- | -------------- |
| Ajax d'Amsterdam (Cadets)   | Països Baixos | 2006 - 2007    |
| Sheffield United (Juvenils) | Anglaterra    | 2008 - 2009    |
| NK Croatia Sesvete          | Croàcia       | 2009 - 2010    |
| FC Edmonton                 | Canadà        | 2010           |
| JEF United (Cedit)          | Japó          | 2011           |
| FC Edmonton                 | Canadà        | 2012           |
| Kitchee SC                  | Plantilla:HK  | 2012 - Present |